# Lymantria brunneiplaga
Lymantria brunneiplaga là một loài bướm đêm thuộc họ Erebidae. Loài này có ở Sundaland và Philippines.
Sải cánh dài 48 mm đối với con đực và 65–75 mm đối với con cái.
Ấu trùng được ghi nhận ăn các loài Paraserianthes falcataria, Combretum, Chromolaena, Mikania, Jacquemontia, Scleria, Cratoxylm, Piper và Trema.